# IlliCO travaux
illiCO travaux est une entreprise de rénovation et courtage en travaux du groupe Hexaom, leader de la construction de maisons individuelles en France et coté en bourse Euronext. Son siège se trouve à Chauray, près de Niort.

## Présentation
Initiateur du courtage en travaux sur le marché de l’habitat,, illiCO travaux réalise en 2018 un chiffre d'affaires de plus de 2 millions d'euros.
L'entreprise propose à travers ses franchises partout en France métropolitaine ses services clés en main de courtage pour tous travaux d'extension et de rénovation pour les particuliers et professionnels.

## Activités
Intervenant sur tous les sujets liées à l'extension ou la rénovation nécessitant l'accompagnement d'un professionnel, illiCO travaux s'est étendu en France Métropolitaine, avec des agences physiques et des franchises qui se répartissent des secteurs d'interventions.
A travers son réseau de plusieurs milliers d'artisans tous corps de métier,, l'enseigne se charge également de la sélection des artisans, architectes et maîtres d'œuvre.

## Historique
L'entreprise a été fondée par Nicolas Daumont en 2000 à Niort et s'est rapidement développée en franchises partout en France à partir de 2001,,.
En 2008, illiCO travaux gère plus de 72 millions d'euros de travaux.
En 2015, Hexaom (ex Maisons France Confort) annonce l'acquisition d'illiCO travaux et de Camif Habitat,.